# Coffea stenophylla
Coffea stenophylla, también conocido como café de las tierras altas o café de Sierra Leona, es una especie de Coffea originaria de África occidental.
Actualmente no se cultiva comercialmente debido a su bajo rendimiento y bayas muy pequeñas, lo que hace que esta especie sea inferior a las dos especies económicamente dominantes Coffea arabica y Coffea canephora (robusta).
La C. stenophylla se ha incluido en investigaciones para evaluar los beneficios sensoriales y agronómicos de cultivarlo comercialmente como un método para expandir la diversificación genética de las especies mundiales de café y aumentar así la resiliencia tanto al cambio climático como a las presiones de las enfermedades características de los cultivos de café.
El epíteto específico se deriva del griego: stenos (estrecho) y phyllon (hoja) para dar la raíz "hojas estrechas".

## Descripción
C. stenophylla es originaria de los países de África occidental, incluyendo Guinea, Costa de Marfil, Liberia y Sierra Leona. La planta crece como un arbusto o árbol pequeño, a una altura de hasta 20 pies. Se ha descubierto que C. stenophylla es una especie de café tolerante al calor.
Las bayas maduras de C. stenophylla son de color púrpura oscuro, en contraste con las de la C. arabica, cuyas bayas se vuelven rojas cuando maduran.
Tiene un perfil de sabor comparable a la más común C. arabica. Dicho sabor ha sido descrito como naturalmente dulce con acidez media-alta, frutosidad y una buena sensación en el paladar.
Se han reportado niveles de 16-O-Metilcafestol en los granos de C. stenophylla.